# Zvečan (gmina)
Zvečan (serb. Звечан, alb. Zveçanit) – gmina w Kosowie, w regionie Mitrovica. Jej siedzibą jest miasto Zvečan.

## Demografia
W 2011 roku ludność gminy szacowano na 16 800. Większość z nich stanowią Serbowie – 95%. Oprócz nich wymienia się następujące grupy narodowościowe i etniczne:
1. Serbowie (16 000)
2. Albańczycy (500)
3. Boszniacy (300)

## Polityka
W wyborach lokalnych przeprowadzonych w 2017 roku kandydaci Serbskiej Listy uzyskali 13 z 19 mandatów w radzie gminy. Frekwencja wyniosła 47,3%. Burmistrzem została Vučina Janković.